# Droga wojewódzka 767
Die Droga wojewódzka 767 (DW 767) ist eine 14 Kilometer lange Droga wojewódzka (Woiwodschaftsstraße) in der polnischen Woiwodschaft Heiligkreuz, die Pińczów mit Węchadłów verbindet. Die Strecke liegt im Powiat Pińczowski und im Powiat Buski.

## Streckenverlauf
Woiwodschaft Heiligkreuz, Powiat Pińczowski
-  Pińczów (DW 766)
- Pasturka
- Bogucice Pierwsze

Woiwodschaft Heiligkreuz, Powiat Buski
- Wełecz
-  Busko-Zdrój (DK 73, DW 776, DW 973)